# Beni Ksila
Beni Ksila (en berbère : Ath Ksila) est une commune de la wilaya de Béjaïa, dans la région de Kabylie en Algérie.

## Géographie
La commune est située au nord-ouest de la wilaya de Béjaïa.
| Mer Méditerranée                                                | Mer Méditerranée | Mer Méditerranée |
| Aït Chafâa (Wilaya de Tizi-Ouzou), Zekri (Wilaya de Tizi-Ouzou) | Beni Ksila       | Toudja           |
| Adekar                                                          | Taourirt Ighil   | El Kseur         |

### Localités de la commune
Sur le plan spatial, le territoire communal de Beni Ksila est composé de quatre zones bien distinctes :
- Une agglomération chef-lieu de Beni Ksila situé au village Djebla ;
- Zone semi-urbaine composée de plusieurs agglomérations secondaires :
  - Ighzer Abbas ;
  - Village Agricole sociale (VAS) ;
  - Imarghiouane ;
  - Azaghar ;
  - At mendil ;
  - Tabouda ;
  - Bezit ;
  - Aguemoune mahiou ;
  - Bicher ;
  - Mindjou ;
  - Taqaba ;
  - Abad ;
  - Djerrah ;
  - Taguelmimt. ;
  - Iguar mokrane ;
  - Ikhenoussene ;
  - Tizouar ;
  - Cap sigli ;
  - Mindjou ;
  - Angrage ;
- La zone éparse est composée d’un nombre assez important de hameaux et de lieux-dits, qui sont répartis à travers tout le territoire communal de Beni Ksila.

#### Routes
La commune de Beni Ksila est desservie par la RN24 reliant Béjaïa à Alger.

## Histoire
Le nom "At Ksila" serait lié au nom du roi berbère Aksil (aussi connu sous le nom de Koceïla). Un campement de l'armée du roi Aksil aurait existé à At Ksila (Taddart N'At Ksila). Le nom de ce village a été donné à une commune qui fut notamment appelée Mzala ou Imezalen. Aussi l'historien Ibn hawkel a monssioner béni ksila une tribu sanhadja
https://shamela.ws/book/11780/109?fbclid=IwAR2YmB-uf69SEuuDhabkfxIC9UgT5t4E5E-2t8GbE8xImGfhpystpnj4wz8#p1